# Nord Stream AG
Nord Stream — російсько-німецьке акціонерне товариство, що створено, як оператор газопроводу Nord Stream (раніше — Північно-Європейського газопроводу (ПЄГ). Штаб-квартира — у місті Цуг (Швейцарія).
Заснована в 2005. Раніше мала назву «North European Gas Pipeline Company», нова назва АТ затверджена в жовтні 2006.
ВАТ «Газпром» володіє 51 % капіталу компанії, а Wintershall (підрозділ BASF) та E.ON Ruhrgas (підрозділ E.ON) мають рівні частини по 24,5 %.
Голова комітету акціонерів компанії — Герхард Шредер, колишній канцлер Німеччини. Керівний директор — Маттіас Варніґ (Matthias Warnig).
Шрьодер зайняв цю посаду одразу після відставки з посади канцлера Німеччини. Маттіас Варніґ — це колишній офіцер Штазі, знайомий Путіна з часів служби того у філії КДБ в Дрездені і поплічник Путіна в його перших закордонних економічних аферах.

## Плани та реакція
Nord Stream планує почати постачання газу по ПЄГ до 2010 року. Компанія наголошує, що готова вислухати коментарі всіх країн, однак не бачить причин для зміни діючого плану проведення.
Раніше Фінляндія направила Nord Stream 50 коментарів, Швеція і Німеччина — по 29, Естонія — 12, Данія — 5, Латвія, Литва, Польща і Росія — по 1 коментареві.
Восени 2006 р. компанія направила офіційне повідомлення про проект Nord Stream у компетентні органи РФ, Фінляндії, Швеції, Данії та Німеччини — країни, через економічні зони і/або територіальні води яких пройде газопровід, а також у Польщу, Латвію, Литву й Естонію.
На підставі представленого детального опису проекту в цих країнах пройшли громадські слухання. Після цього оператор проекту одержав від них відповідні документи.

## Виноски
1. ↑  Німецька хвиля: Шрёдер, агент «штази» и топ-менеджеры: немцы в руководстве компаний РФ [Архівовано 28 вересня 2017 у Wayback Machine.].(рос.) 28.09.2017
2. ↑  Die Welt: Dieser Deutsche genießt Putins Vertrauen [Архівовано 3 серпня 2014 у Wayback Machine.].(нім.)
3. ↑  The Wall Street Journal/переклад InoPressa: Дружба, скрепленная шпионажем, сегодня приносит дивиденды в России [Архівовано 28 вересня 2017 у Wayback Machine.].(рос.) 28.09.2017